# Cerasus mohacsyana
Cerasus mohacsyana là loài thực vật có hoa trong họ Hoa hồng. Loài này được (Kárpáti) Janch. mô tả khoa học đầu tiên năm 1959.